# Guyana i olympiska sommarspelen 1972
Guyana deltog med tre deltagare vid de olympiska sommarspelen 1972 i München. Ingen av landets deltagare erövrade någon medalj.